# Chiesa di San Leonardo (Fusine in Valromana)
La chiesa di San Leonardo è la parrocchiale di Fusine in Valromana, frazione di Tarvisio, in provincia ed arcidiocesi di Udine; fa parte della forania della Montagna.

## Storia
La chiesa di Fusine fu edificata tra il 1462 e il 1463 e fu dichiarata parrocchiale nel 1500. Nel 1797 fu ampliata la cappella dell'Addolorata. 
Il 20 febbraio 1932, in seguito alla bolla Quo Christi fideles di papa Pio XI, la parrocchia di Fusine in Valromana venne ceduta dalla diocesi di Lubiana a quella di Udine ed entrò a far parte della forania di Tarvisio, anch'essa incorporata dall'arcidiocesi di Udine in quell'occasione.